# Ministerio de Protección del Medio Ambiente (Israel)
El Ministerio de Protección del Medio Ambiente (en hebreo: המשרד להגנת הסביבה, transliteración: HaMisrad LeHaganat HaSviva; en árabe: وزارة حماية البيئة) en el Estado de Israel es una de las oficinas del gobierno que se encarga de la protección de la limpieza de todas las zonas comunes y la prevención de la contaminación de los recursos hídricos, entre otras funciones. Era conocido como el Ministerio de Medio Ambiente (en hebreo: המשרד לאיכות הסביבה, transliteración: HaMisrad LeEikhut HaSviva).
Un voluntario para el ministerio es denominado "Ne'eman Nikayon", traducido literalmente como "fiduciario de limpieza", pero se describe con mayor precisión como un oficial voluntario de protección de la limpieza. Ellos están certificados bajo la "Ley de protección de la Limpieza de 1984". Los voluntarios deben pasar un curso de un día, donde aprenden las leyes básicas que intervienen en su capacidad de informar violaciones de las leyes israelíes, como tirar basura. Una vez certificado, un voluntario puede escribir penlizaciones contra los violadores y presentarlas directamente al ministerio para su procesamiento. En casi todos los casos, se impondrá una simple multa (que van desde 250 hasta 8.000 nuevos séqueles israelíes); pero en algunas circunstancias, el caso se enviará automáticamente a un juez (especialmente en el caso de un reincidente) para determinar el castigo especial.
El ministerio de Protección Ambiental ha contratado inspectores ("Pakachim") que sirven en una manera similar como voluntario, así como la posesión de facultades adicionales de acuerdo con la ley israelí.
El ministerio también está a cargo de las cuestiones en relación con los derechos de los animales, con una división separada bajo la "Ley contra la crueldad a los animales de 1994".

## Ministro
El Ministro de Protección Ambiental de Israel (en hebreo: שר להגנת הסביבה, transliteración: Sar LeHaganat HaSviva) es el jefe político del ministerio. El puesto fue creado el 22 de diciembre de 1988, y hasta mayo de 2006 era conocido como Ministro de Medio Ambiente (en hebreo: שר לאיכות הסביבה, transliteración: Sar LeEikhut HaSviva). El actual ministro es Avi Gabai, político independiente.
Solamente ha existido un viceministro de Protección Ambiental.

### Lista de ministros
| #  | Ministro           | Partido           | Inicio                  | Final                   |
| -- | ------------------ | ----------------- | ----------------------- | ----------------------- |
| 1  | Roni Milo          | Likud             | 22 de diciembre de 1988 | 7 de marzo de 1990      |
| 2  | Rafael Edri        | Alineamiento      | 7 de marzo de 1990      | 15 de marzo de 1990     |
| 3  | Yitzhak Shamir     | Likud             | 11 de junio de 1990     | 13 de julio de 1992     |
| 4  | Ora Namir          | Partido Laborista | 13 de julio de 1992     | 31 de diciembre de 1992 |
| 5  | Yossi Sarid        | Meretz            | 31 de diciembre de 1992 | 18 de junio de 1996     |
| 6  | Rafael Eitan       | Tzomet            | 28 de junio de 1996     | 6 de julio de 1999      |
| 7  | Dalia Itzik        | Yisrael Ahat      | 6 de julio de 1999      | 7 de marzo de 2001      |
| 8  | Tzachi Hanegbi     | Likud             | 7 de marzo de 2001      | 28 de febrero de 2003   |
| 9  | Yehudit Naot       | Shinui            | 28 de febrero de 2003   | 17 de octubre de 2004   |
| 10 | Ilan Shalgi        | Shinui            | 29 de noviembre de 2004 | 4 de diciembre de 2004  |
| 11 | Shalom Simhon      | Partido Laborista | 10 de enero de 2005     | 23 de noviembre de 2005 |
| 12 | Gideon Ezra        | Kadima            | 18 de enero de 2006     | 31 de marzo de 2009     |
| 13 | Gilad Erdan        | Likud             | 31 de marzo de 2009     | 18 de marzo de 2013     |
| 14 | Amir Peretz        | Hatnuah           | 18 de marzo de 2013     | 9 de noviembre de 2014  |
| 15 | Benjamín Netanyahu | Likud             | 9 de noviembre de 2014  | 14 de mayo de 2015      |
| 16 | Avi Gabai          | Independiente     | 14 de mayo de 2015      | En el cargo             |

### Viceministros
| # | Viceministro | Partido                    | Inicio                  | Final               |
| - | ------------ | -------------------------- | ----------------------- | ------------------- |
| 1 | Yigal Bibi   | Partido Nacional Religioso | 20 de noviembre de 1990 | 13 de julio de 1992 |